# Либерасион
Либерасион (на френски: Libération) е френски вестник. Един от трите най-големи всекидневници в страната. Основан е през 1973 г. от Жан-Пол Сартър, Серж Жули и др. като последица от протестите през май 1968 г. Вестникът има дневен тираж около 158 100 бр. Първият френски всекидневник, който има сайт.
Отначало за всеки пост във вестника – от главния редактор до разсилния – се получавала една и съща заплата, но по-късно заплатите се нормализирали. В началото на 80-те години започва да поставя рекламни съобщения и позволява на външни лица да участват във финансовото управление на вестника, но въпреки това запазва левоцентристките си възгледи.
Либерасион се самоопределя като прогресивен вестник, по принцип подкрепящ каузи като анти-расизъм, феминизъм и работнически права.